# レスタンプ・モデルヌ

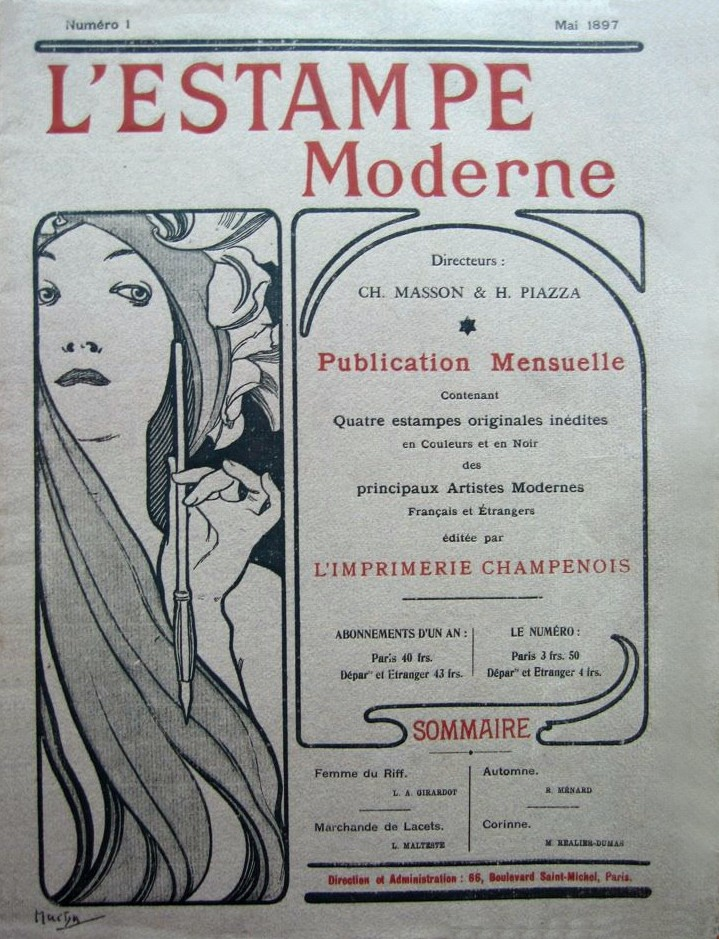
「レスタンプ・モデルヌ」創刊号表紙

レスタンプ・モデルヌ（"L'Estampe Moderne"、「現代版画」）はフランスで1897年5月から1899年4月まで発刊された、月刊の版画集である。

## 概要
1890年代に多色刷りのリトグラフの技術が発展したことによって、多くの美術雑誌が発刊された。「 L'Estampe originale」 (1893) や 「L’Épreuve」、「Journal-album d'art」 (1894) 、「Les Maîtres de l'affiche」 (1895)、「 L'Image」、「 L'Estampe et l'Affiche」 (1897).などがあった。 また美術作品として版画を収集する人々も現れていた。
「レスタンプ・モデルヌ」は版画家で、出版業者のロイ・デルテイユ(Loÿs Delteil)によって出版された。イタリア生まれの編集者、ピアッツァ(Henry Piazza)と美術評論家のシャルル・マッソン(Charles Masson)が共同で編集し、フランス内外の芸術家の作品を掲載した。表紙はアルフォンス・ミュシャが担当した。
創刊号は、未発表の多色版画、4点をつけて3.5フランの価格で販売すると発表された。年間購読をする場合は、購読料40フランで、特典として2点の版画を得ることができた。

## レスタンプ・モデルヌに作品が掲載された芸術家（一部）
- エドモン＝フランソワ・アマン＝ジャン
- アルベール＝エミール・アルティーグ
- アンリ＝ガブリエル・イベルス
- ジャック・ウェリー
- ポール・セザール・エリュー
- ロベルト・エンゲルス
- フランソワ・ギゲ
- ウジェーヌ・グラッセ
- ハンス・クリスティアンゼン
- シャルル＝フランソワ＝プロスペール・ゲラン
- ラファエル・コラン
- フェルナン・コルモン
- アンリ・ル・シダネル
- リュシアン・シモン
- ルイ＝オーギュスト・ジラルド
- テオフィル・アレクサンドル・スタンラン
- ナスレディーヌ・ディネ
- アンリ・パトリス・ディヨン
- ピエール・ピュヴィス・ド・シャヴァンヌ
- ジョルジュ・ド・フール
- エドワード・バーン＝ジョーンズ
- フェルナン・ピエ
- ガストン・ビュシエール
- アンリ・ファンタン＝ラトゥール
- フェリックス・ブラックモン
- ヴィクトール・プルーヴェ
- アンリ・ベレリ＝デフォンテーヌ
- ポール・ベルトン
- ルイ・ヴェルデン・ホーキンス
- アルマン・ポワン
- ルイ・マルテスト
- アルフォンス・ミュシャ
- ジュール＝アレクシ・ミュニエ
- アンリ・ムーニエ
- エミール＝ルネ・メナール
- リュック＝オリヴィエ・メルソン
- アンジェロ・ヤンク
- アルマン・ラッサンフォス
- ルイス・リード
- シャルル・レアンドル
- アルフォンス・レヴィ
- エルネスト・ローラン

## ギャラリー

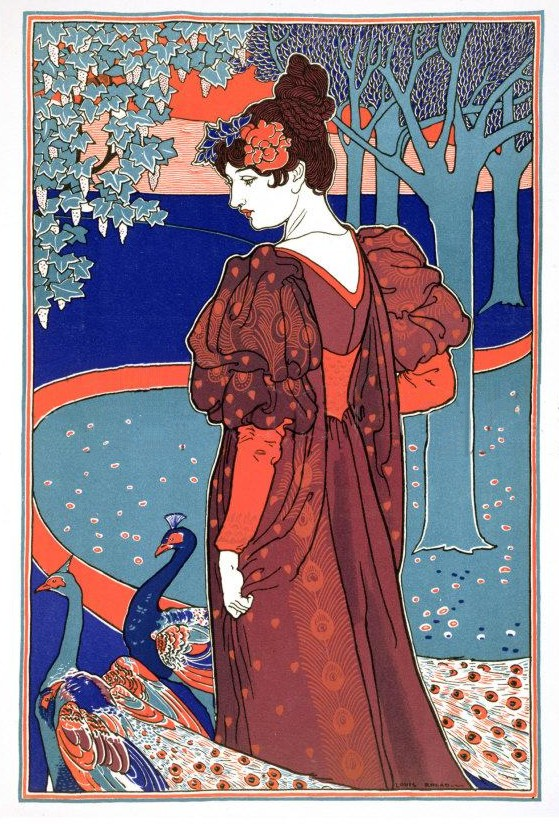
「孔雀と女性」 ルイス・リード
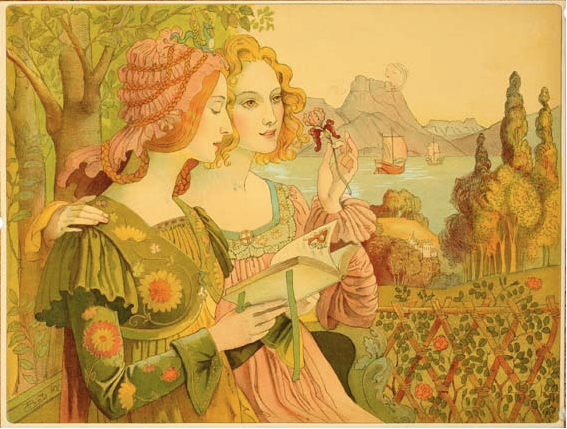
「金色の伝説」 アルマン・ポワン
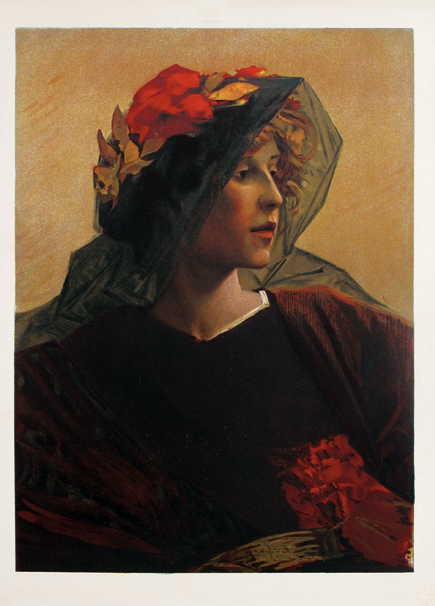
Imperia アルフレッド・アガシュ
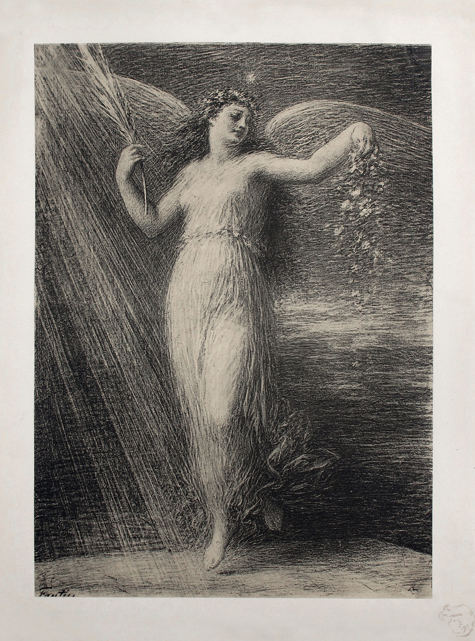
Immortalité アンリ・ファンタン＝ラトゥール
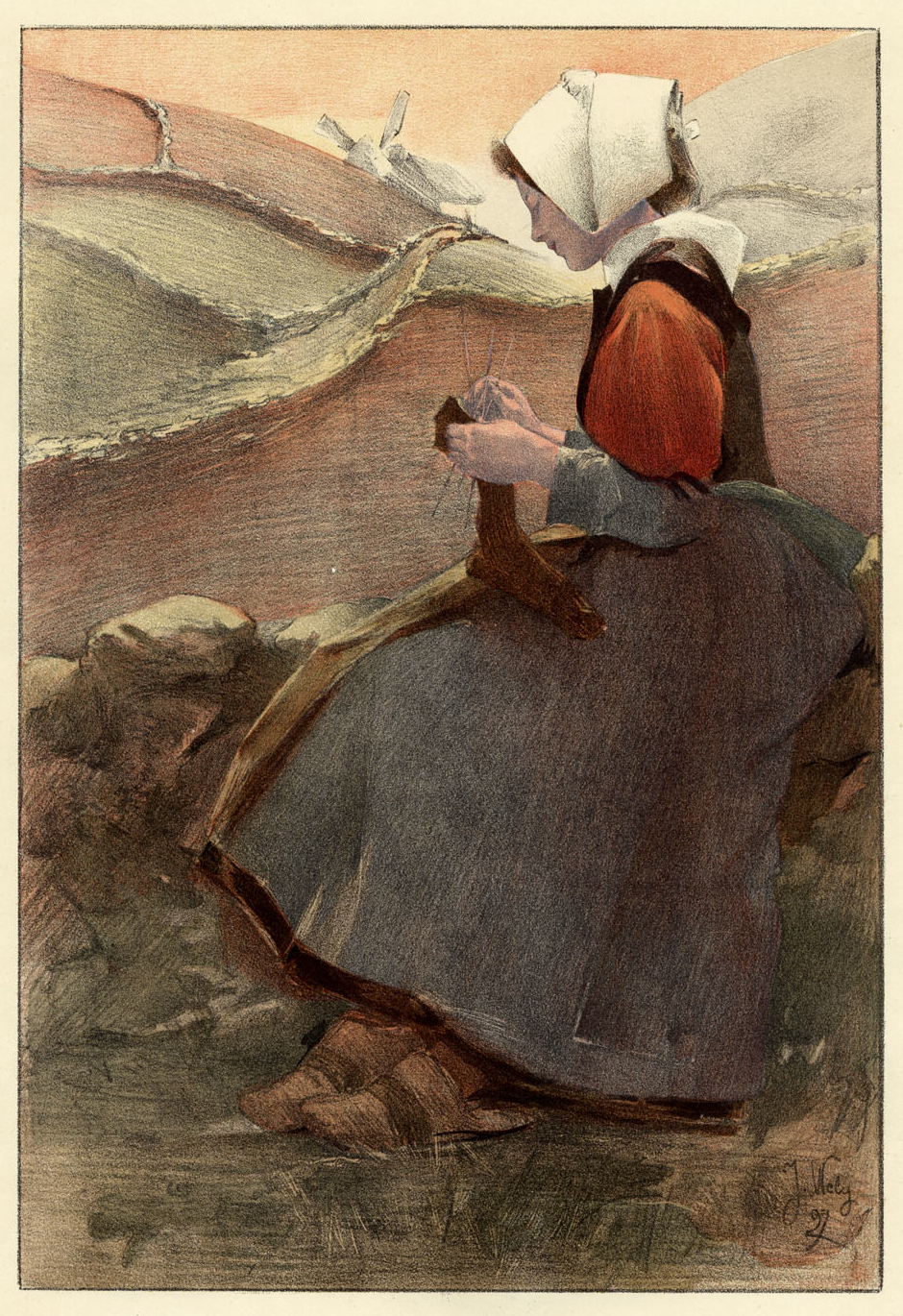
Fleur de lande ジャック・ウェリー
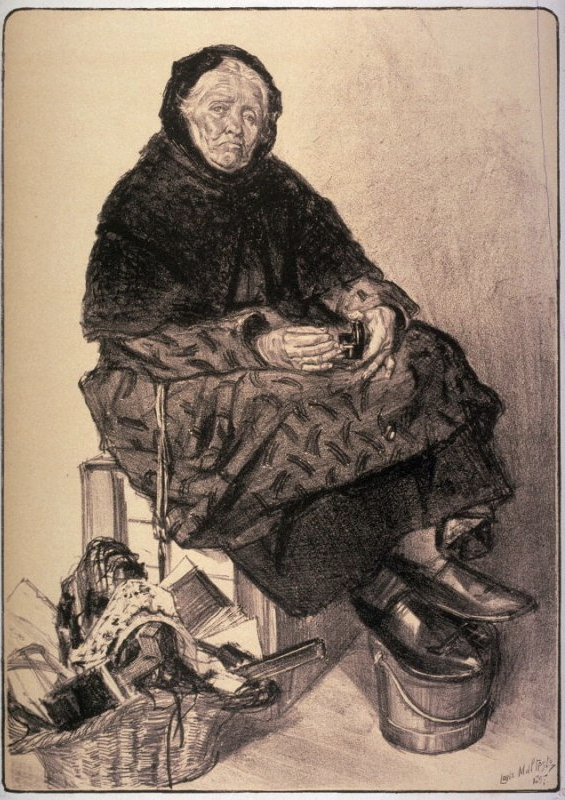
Marchande de lacets ルイ・マルテスト
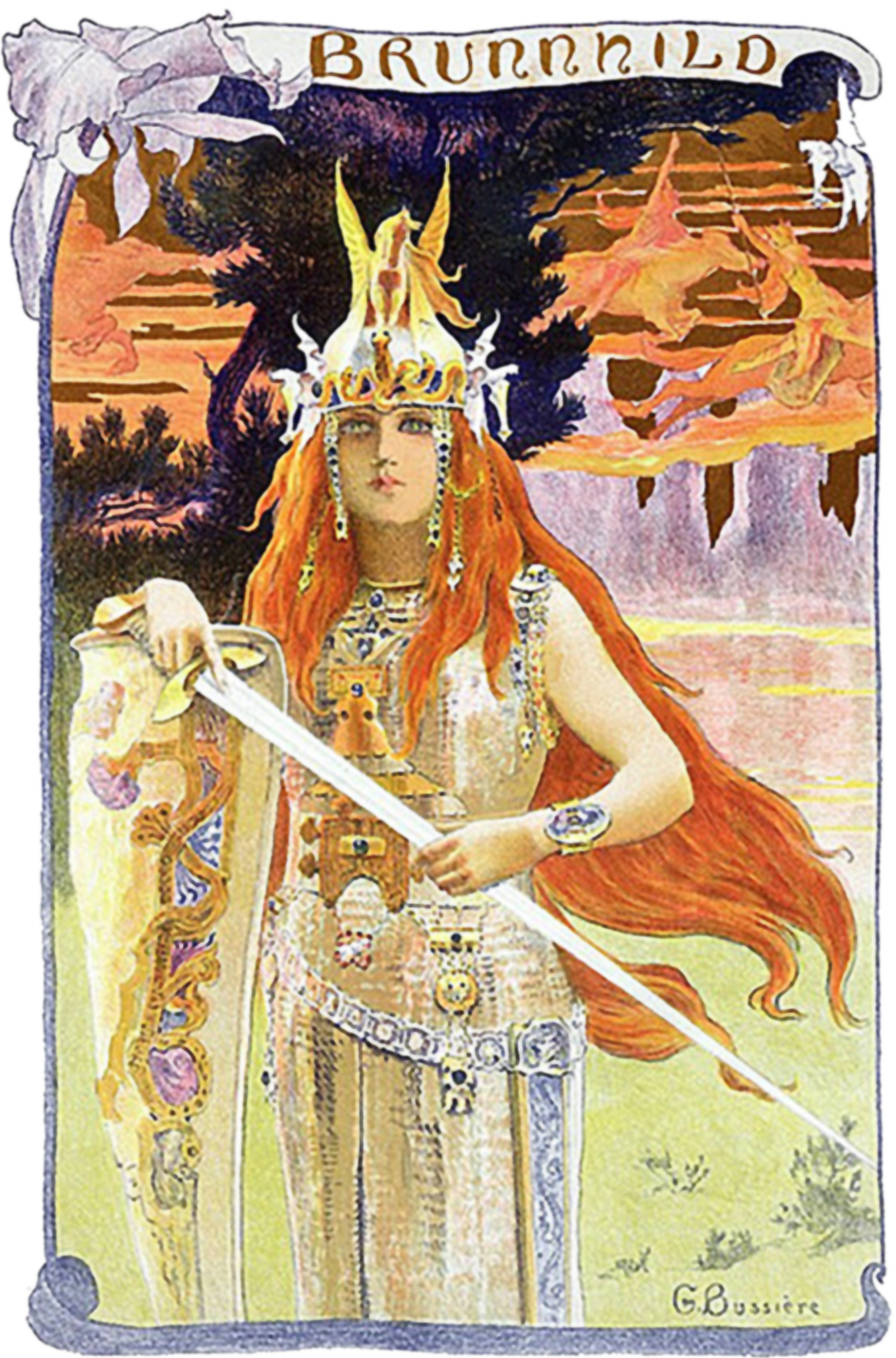
Brunnhild ガストン・ビュシエール
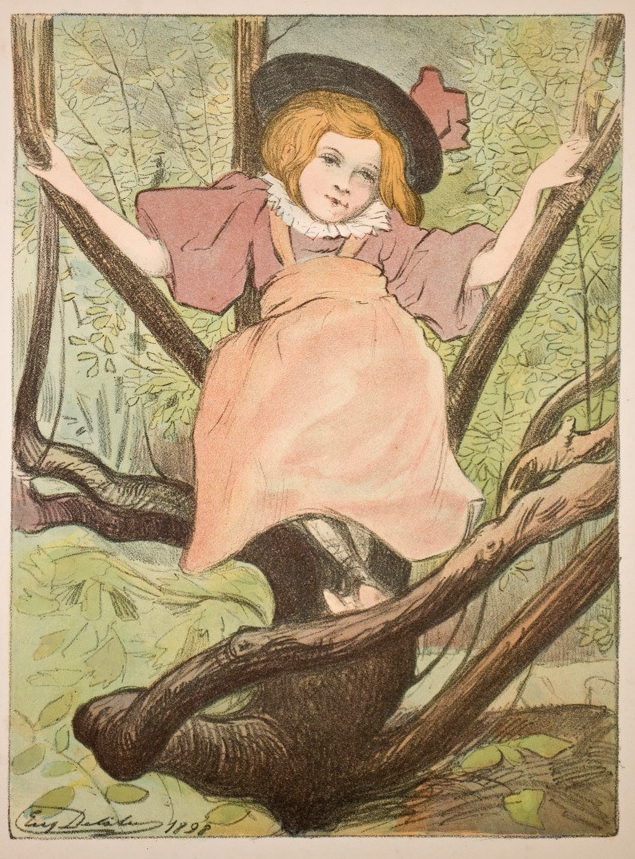
Kacia ウジェーヌ・ドラートル